# Noël Tosi
Pour les articles homonymes, voir Tosi.
Noël Tosi, né le 25 mai 1959 à Skikda (Algérie) est un footballeur français devenu entraîneur.

## Biographie
En 2006, il entame une carrière de consultant télé sur TPS Foot où il commente des matchs de Premier League, parallèlement il est chroniqueur à la radio dans l'After Foot sur RMC. Depuis il est consultant sur Direct 8.
En août 2006, il devient sélectionneur du Congo mais est renvoyé en avril 2007 à la suite du match nul de la sélection face à la Zambie, en match de qualifications pour la CAN 2008.
En 2007, il devient entraîneur de l'AS Cherbourg, en National. La première saison, le club termine 4e du championnat et échoue de peu au pied du podium et de la montée en Ligue 2. La saison suivante, le club perd Ménétrier et Adnane, deux des cadres lors de la saison précédente et le club descend en CFA en 2009 : Noël Tosi quitte le club.
Il est nommé en juin 2009 au poste de directeur technique du Dijon FCO, en collaboration avec Patrice Carteron qui lui est entraîneur mais quitte le club un an plus tard
Un mois plus tard, en juillet 2010, il est nommé directeur du centre de formation de Nîmes Olympique. En novembre 2010 il occupe le poste d'entraîneur de l'équipe première en Ligue 2 à la suite de la mise à pied de Jean-Michel Cavalli.
En mars 2011, à la suite d'une série de cinq défaites, il quitte le poste d'entraîneur de l'équipe première et retourne diriger le centre de formation du club.
Il débarque à la Réunion en janvier 2012, et signe à la JS Saint-Pierroise, jusqu’à juin 2012 ou il sera démis de ses fonctions d'entraîneur. Le 3 novembre 2012 il assure l'intérim à l'AC Arles-Avignon à la suite de la mise à l'écart Thierry Laurey, avant de prendre la tête de l'équipe le 11 février 2013 en remplacement de Pierre Mosca.

## Écrivain
Noël Tosi est aussi comédien et auteur des romans policiers Fast Rewind, Le Cocktail tibétain et Le Dernier à savoir, aux éditions Sekoya.